# Shōji Nishimura
Shōji Nishimura (jap. 西村 祥治 Nishimura Shōji; ur. 30 listopada 1889 w prefekturze Akita, zm. 24 października 1944 na wodach cieśniny Surigao) – wiceadmirał Japońskiej Cesarskiej Marynarki Wojennej, zginął podczas bitwy w zatoce Leyte podczas wojny na Pacyfiku.

## Życiorys
Pochodził z prefektury Akita w regionie Tōhoku na północy Japonii. Był absolwentem Akademii Cesarskiej Marynarki Wojennej, którą ukończył w 1911, zajmując pod względem ocen 21. miejsce wśród 148. kadetów (39. rocznika). Jako kadet służył na krążowniku „Aso” i pancerniku „Mikasa”. Po promocji na chorążego został skierowany z powrotem na „Aso”, a następnie na krążownik „Hiei” (przed przebudową okrętu na pancernik).
W latach 1914–1915 dodatkowo dokształcał się w szkołach artylerii okrętowej i torpedowej, a następnie był przydzielany do załóg: niszczyciela „Yūgiri”, krążownika „Yakumo” i pancernika „Haruna”.
Jako porucznik od 1917 specjalizował się w nawigacji morskiej i służył jako główny nawigator na wielu okrętach, w tym na niszczycielach: „Kawakaze”, „Tanikaze”, „Yura”, „Sunosaki”, krążownikach: „Kitakami” i „Ōi” oraz pancerniku „Hizen”. W 1928 został promowany na stopień komandora porucznika. Był następnie głównym nawigatorem na krążowniku „Nisshin”. Następnie został awansowany na kapitana grupy składającej się z niszczycieli: „Wakatake”, „Urakaze”, „Mikazuki”, do której w 1929 został dołączony jeszcze niszczyciel „Shirakumo”. W 1930 formacja ta została przemianowana na 26. Grupę Niszczycieli, a jej dowództwo objął Nishimura.
Awansowany na kapitana w 1934 przez krótki okres dowodził 19. Grupą Niszczycieli, a następnie służył jako dowódca krążownika „Kumano” oraz zmodernizowanego pancernika „Haruna”. 15 listopada 1940 został awansowany na kontradmirała, a 1 listopada 1943 na wiceadmirała.
Zyskał sławę dowodząc 4. Dywizjonem Niszczycieli (Wschodni Zespół Uderzeniowy) podczas zwycięskiej bitwy na Morzu Jawajskim. W czerwcu 1942 został mianowany dowódcą 7. Dywizjonu Krążowników i brał udział w walkach o Guadalcanal.
Pod koniec wojny został mianowany dowódcą Zespołu Południowego i jako taki brał udział w operacji „Sho-Go”, mającej na celu doprowadzenie do ostatecznej i decydującej bitwy morskiej z US Navy w rejonie Filipin. Zespół Nishimury składał się z pancerników: „Fusō”, „Yamashiro”, ciężkiego krążownika „Mogami” oraz niszczycieli: „Shigure”, „Michishio”, „Asagumo”, „Yamagumo”. Wieczorem 24 października 1944 w Cieśninie Surigao w pobliżu wyspy Leyte doszło do bitwy pomiędzy siłami Nishimury a amerykańską Siódmą Flotą pod dowództwem kontradmirała Jesse Oldendorfa, która składała się z 6. pancerników, 8. krążowników, 29. niszczycieli i innych mniejszych jednostek. W trakcie walki zespół Nishimury został zniszczony, gdy Amerykanom udało się wymanewrować przeciwnika i zastosować manewr nazywany „poprzeczką nad T”. Sam Nishimura zginął podczas bitwy, kiedy jego okręt flagowy „Yamashiro” został zatopiony po wielokrotnym trafieniu przez pancerniki amerykańskie.